# Bastian Oczipka
Bastian Oczipka, född 12 januari 1989, är en tysk fotbollsspelare som senast spelade för Schalke 04.

## Karriär
Den 15 juli 2017 värvades Oczipka av Schalke 04, där han skrev på ett treårskontrakt. Den 18 januari 2020 förlängde Oczipka sitt kontrakt fram till den 30 juni 2023. Säsongen 2020/2021 blev Schalke 04 nedflyttade till 2. Bundesliga och Oczipka lämnade därefter klubben.